# 科技新玩意
《科技新玩意》（The Gadget Show）是在2004年，於英國第五台、探索科學頻道等播映的英國電視節目。內容聚焦最新消費性科技產品。第1至2季的單集時長只有30分鐘，第3至6季分別延長至45分鐘，第7季再延長至60分鐘。節目至今已經打破多項世界紀錄。

## 外部連結
- The Gadget Show Live
- The Gadget Show YouTube Channel （页面存档备份，存于）
- 互联网电影数据库（IMDb）上《The Gadget Show》的资料（英文）